# 하야카와 아키
하야카와 아키(早川 亜希, 1976년 8월 3일~)는 일본의 배우이다.